# 占部秀男
占部 秀男（うらべ ひでお、1909年（明治42年）2月11日 - 1978年（昭和53年）10月13日）は、昭和期の労働運動家、政治家。参議院議員。

## 経歴
神奈川県出身。1929年（昭和4年）日本大学商科を卒業した。
1929年、東京毎夕新聞社に入社。その後、東京都主事に転じた。労働運動に加わり、東京都職員労働組合委員長（7期）、全日本自治団体労働組合（自治労）委員長（5期）、官公労議長などを務めた。自治労政治部長、同東京都本部地方選挙対策委員長として、美濃部亮吉革新知事の実現に尽力した。
1947年（昭和22年）4月の第1回参議院議員通常選挙で全国区に日本社会党公認で立候補して落選。1953年（昭和28年）4月の第3回通常選挙で全国区に左派社会党公認で立候補して落選。1956年（昭和31年）7月の第4回通常選挙に全国区から社会党公認で立候補して初当選。以後、第6回通常選挙（全国区）、1968年（昭和43年）7月の第8回通常選挙（東京都地方区）でも再選され、参議院議員に連続3期在任した。この間、参議院逓信委員長、同公害対策特別委員長、社会党中央執行委員、同東京都本部委員長、参議院社会党副委員長などを務めた。
1978年（昭和53年）10月13日、死去した。69歳没。同月17日、特旨を以て位記を追賜され、死没日付をもって正四位勲二等に叙され、旭日重光章を追贈された。